# Лубнифарм
ВАТ «Лубнифарм» — фармацевтичне підприємство, розташоване в місті Лубни.

## Спеціалізація
Підприємство засновано 1932 року — того часу це була фабрика з переробки лікарських рослин. Сучасна компанія — фармацевтичне підприємство, основним напрямком діяльності якого є розробка та виробництво готових лікарських засобів для зовнішнього та внутрішнього застосування у вигляді:
- таблеток,
- настоянок
- екстрактів,
- мазей,
- гелів і лініментів,
- перев'язувальних матеріалів,
- ін'єкційних розчинів.

Номенклатура підприємства становить більше 100 найменувань та має широкий спектр фармакологічної дії і велику кількість лікарських форм.

Лубнифарм (червень 2006)

В структурі асортименту підприємства можна виділити лікарські засоби, які традиційно виготовляються компанією, і які не виробляються в Україні іншими підприємствами: сік подорожника, лінімент Алором, мазі Фастин-1 і Антитромб, Ферезол, клей БФ-6 та інші.
В 2002—2004 роках підприємство започаткувало виробництво 14 нових препаратів. Серед них мазь Антитромб, яка стала переможцем Всеукраїнського конкурсу «Винахід року» в номінації «Найкращий винахід — 2003 в області медицини і фармакології».